# ملیحه لودهی
ملیحه لودهیدانشمند علوم سیاسی، دیپلمات، راهبرد نظامی، و آکادمیسین پاکستانی است که نمایندگی پاکستان در سازمان ملل متحد را برعهده دارد. او نخستین زنی است که به این مقام رسیده‌است. او پیشتر نمایندگی پاکستان را در دربار سینت جیمز و دو بار سفارت آن در آمریکا را برعهده داشته‌است.

## سفیر در سازمان ملل
به گزارش دیلی تایمز پاکستان، نخست‌وزیر نواز شریف پس از رایزنی‌های گسترده با دستیار نزدیک خود سرتاج عزیز تصمیم به انتصاب ملیحه لودهی به عنوان نماینده پاکستان در سازمان ملل گرفت. او در فوریه ۲۰۱۵جانشین مسعود خان شد. لودی اولین سخنرانی خود را در ۶ فوریه ۲۰۱۵ در سازمان ملل ایراد کرد و در آنجا خواستار رسیدگی به عوامل اساسی تروریسم شد تا یک پاسخ مؤثر و جامع از جانب سازمان ملل ارائه شود.

## رئیس هیئت اجرایی یونیسف
ملیحه لودهی پس از به عهده گرفتن مسئولیت رئیس هیئت اجرایی یونیسف، لودهی در مقاله ای برای سی‌ان‌ان استدلال کرد که «ما هرگز نباید چنین ستم‌هایی را در جهان بپذیریم که در آن امدادگران بشردوست بدون مجازات عاملین تهاجمات، مورد حمله قرار گرفته و کشته شوند.»
تحت رهبری او یونیسف تعهد خود را برای دادن فرصت عادلانه به هر کودک در زندگی به اجرا درآورد. در ۹ ژانویه ۲۰۱۶، او پس از یک‌سال به ریاست هیئت اجرایی یونیسف پایان داد. آنتونی لیک از لودهی برای کمک او در دستیابی به اهداف یونیسف در سال ۲۰۱۵تشکر کرد. او بر تصویب ۱۶تصمیم برای چندین برنامه و تلاش یونیسف از جمله افزایش سقف صندوق برنامه اضطراری نظارت داشت.